# John W. Allen

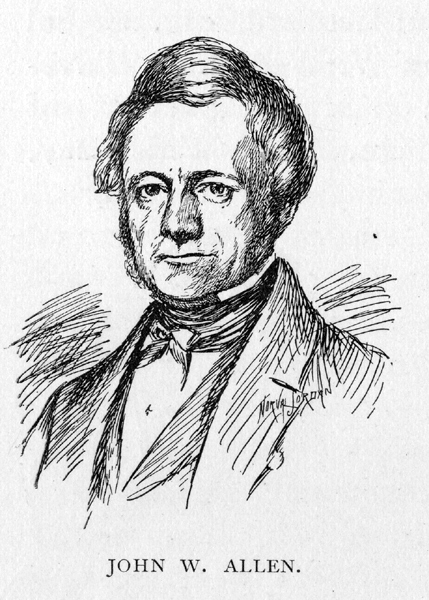
John W. Allen

John William Allen (* August 1802 in Litchfield, Connecticut; † 5. Oktober 1887 in Cleveland, Ohio) war ein US-amerikanischer Politiker. Zwischen 1837 und 1841 vertrat er den Bundesstaat Ohio im US-Repräsentantenhaus.

## Werdegang
John W. Allen war der Sohn des Kongressabgeordneten John Allen (1763–1812) aus Connecticut. Er besuchte vorbereitende Schulen. Im Jahr 1818 zog er in das Chenango County im Staat New York, wo er eine klassische Ausbildung erhielt. Nach einem anschließenden Jurastudium und seiner 1826 erfolgten Zulassung als Rechtsanwalt begann er in Cleveland in diesem Beruf zu arbeiten. Er stieg auch in das Bank- und Eisenbahngeschäft ein. Ab 1832 war er Vorstandsmitglied der damals gegründeten Commercial Bank of Lake Erie. Im Jahr 1834 war er einer der Gründer der Cleveland & Newburg Railroad Co. Zwei Jahre später war er auch an der Gründung der Ohio Railroad Co. beteiligt. Politisch schloss er sich der Whig Party an. In den Jahren 1836 und 1837 saß er im Senat von Ohio.
Bei den Kongresswahlen des Jahres 1836 wurde Allen im 15. Wahlbezirk von Ohio in das US-Repräsentantenhaus in Washington, D.C. gewählt, wo er am 4. März 1837 die Nachfolge von Jonathan Sloane antrat. Nach einer Wiederwahl konnte er bis zum 3. März 1841 zwei Legislaturperioden im Kongress absolvieren. Im Jahr 1841 verzichtete er auf eine weitere Kandidatur.
Nach dem Ende seiner Zeit im US-Repräsentantenhaus wurde Allen im Jahr 1841 als Nachfolger von Nicholas Dockstader zum Bürgermeister von Cleveland gewählt; 1845 wurde er Präsident der Cleveland, Columbus and Cincinnati Railroad. Im Jahr 1847 war er Delegierter auf der ersten Konferenz zur Verbesserung zur Verbesserung der Häfen und Flussschifffahrt (First convention on river and harbor improvement) in Chicago. Nach der Auflösung der Whigs schloss er sich der Republikanischen Partei an. Von 1870 bis 1875 fungierte er als Posthalter in Cleveland. Außerdem war er einer der ersten Bankbeauftragten der Staatsregierung von Ohio. Er starb am 5. Oktober 1887 in Cleveland, wo er auch beigesetzt wurde.